# Jorge Sola Ruiz
Jorge Sola Ruiz, más conocido por "Sola" (Olite, Navarra, 3 de septiembre de 1972), es un exjugador y entrenador de fútbol que jugaba en la demarcación de delantero centro. Actualmente dirige al C.D. Alfaro de la Segunda Federación.

## Trayectoria

### Como jugador
Formado en la cantera del Club Deportivo Erriberri de su ciudad natal, antes de firmar en 1991 con edad juvenil por el Peña Sport con el que debutó en 1991 y tras dos temporadas en el equipo de Tafalla, firmó por el CD Tudelano en la temporada 1993-94 con el que debutó en la Segunda División B de España. 
En la temporada 1994-95, firma con la UE Lleida con el que logra el ascenso a la Segunda División de España. Sola jugaría en la división de plata en la temporada 1995-96 en las filas del conjunto leridense. 
Más tarde, se afianzaría como jugador de la Segunda División B de España, formando parte de los equipos de Real Zaragoza B durante dos temporadas, una temporada en el Real Murcia, tres temporadas en el CD Calahorra y cinco temporadas en el C.D. Alfaro, donde cuelga las botas en 2009 con 36 años.

### Como entrenador
Tras retirarse como jugador, en julio de 2013 comenzó su trayectoria como entrenador haciéndose cargo del Club Deportivo Erriberri del Grupo XV de Tercera División, en el que trabaja hasta noviembre del mismo año cuando sería destituido.
En la temporada 2017-18, firma por el Club Deportivo Azkarrena de la Primera Regional de Navarra.
El 25 de enero de 2021, firma como entrenador del Club Deportivo Subiza del Grupo XV de Tercera División.
En julio de 2021, firma por el Club Deportivo River Ega del Grupo XV de Tercera División.
El 11 de enero de 2023, firma como entrenador del C.D. Alfaro de la Segunda Federación, formando tándem con Óscar Gurría.

## Clubes

### Como entrenador
| Club                     | País   | Año       |
| ------------------------ | ------ | --------- |
| Club Deportivo Erriberri | España | 2013      |
| Club Deportivo Azkarrena | España | 2017-2018 |
| Club Deportivo Subiza    | España | 2021      |
| Club Deportivo River Ega | España | 2021-2022 |
| C.D. Alfaro              | España | 2023-act. |